# Weißer Gummi-Eukalyptus
Der Weiße Gummi-Eukalyptus (Eucalyptus leucoxylon) ist eine Pflanzenart innerhalb der Familie der Myrtengewächse (Myrtaceae). Sie kommt im westlichen Victoria sowie im südlichen Südaustralien vor und wird dort „Yellow Gum“, „South Australian Blue Gum“ oder „White Ironbark“ genannt.

## Beschreibung

### Erscheinungsbild und Blatt
Der Weiße Gummi-Eukalyptus wächst als Baum, der Wuchshöhen von bis über 30 Meter erreicht. Die Borke ist glatt oder verbleibt am unteren Teil des Stammes, schält sich sonst aber unregelmäßig ab. Sie ist grau-braun und fasrig-stückig. An den oberen Teilen des Baumes ist die Borke glatt, grau oder gelb und schält sich in kurzen Bändern oder Flicken. Öldrüsen gibt es sowohl in der Borke als auch im Mark. Der Stammdurchmesser erreicht über 2 Meter.
Beim Weißen Gummi-Eukalyptus liegt Heterophyllie vor. Die Laubblätter sind in Blattstiel und -spreite gegliedert und ab dem 13. Knoten (Nodium) gegenständig. Die Blattstiele sind schmal abgeflacht oder kanalförmig. Die Blattspreiten an jungen und mittelalten Exemplaren sind breit-lanzettlich bis eiförmig und grau-grün oder blaugrün bereift oder bemehlt. Die einfarbig matt grünen, grau-grünen oder gelb-grünen Blattspreiten an erwachsenen Exemplaren sind bei einer Länge von 8 bis 15 cm sowie einer Breite von 1,0 bis 1,8 cm lanzettlich oder schmal-lanzettlich und verjüngen sich zur Basis hin mit zugespitztem oberen Ende. Die erhabenen Seitennerven gehen in einem spitzen Winkel vom Mittelnerv ab.

### Blütenstand und Blüte
An einem im Querschnitt stielrunden, 7 bis 10 mm langen Blütenstandsschaft stehen in einem einfachen Blütenstand nur etwa drei Blüten zusammen. Der stielrunde Blütenstiel ist 4 bis 10 mm lang. Die blaugrün bereifte oder bemehlte Blütenknospe ist bei einer Länge von 8 bis 14 mm und einem Durchmesser von 5 bis 6 mm eiförmig. Laut New South Wales Flora Online ist die glatte Calyptra konisch oder schnabelförmig, kürzer und schmäler als der glatte Blütenbecher (Hypanthium), laut EucaLink aber halbkugelig oder konisch und ein- bis zweimal so lang wie der Blütenbecher sowie schmäler als dieser. Die äußeren Staubblätter sind unfruchtbar (steril). Die Blüten sind weiß bis cremefarben oder rosafarben bis rot.

### Frucht
Die Frucht ist bei einer Länge von 8 bis 11 mm und einem Durchmesser von 8 bis 10 mm kugelig oder halbkugelig. Der Diskus ist eingedrückt und die Fruchtfächer sind eingeschlossen.

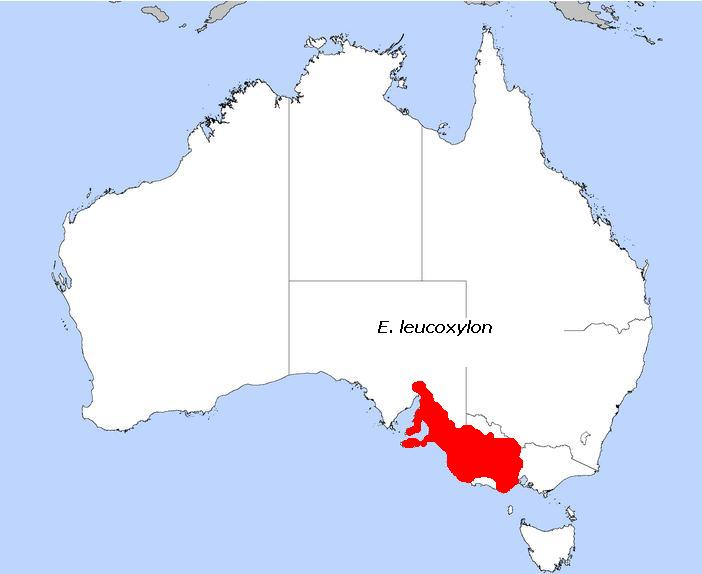
Verbreitungsgebiet

## Vorkommen
Der Weiße Gummi-Eukalyptus kommt im westlichen Victoria, im angrenzenden New South Wales sporadisch am Mittellauf des Murray River und im Südosten von South Australia vor.
Die gefährdete Unterart Eucalyptus leucoxylon subsp. bellarinensis kommt endemisch auf der Bellarine-Halbinsel südwestlich von Melbourne vor und wird dort „Bellarine Yellow Gum“ genannt.
Der Weiße Gummi-Eukalyptus wächst in grasigem, lichten Wald und bevorzugt mittelmäßig nährstoffreiche, lehmige Böden oder Schwemmböden.

## Systematik
Die Erstbeschreibung von Eucalyptus leucoxylon erfolgte 1855 durch Ferdinand von Mueller unter dem Titel Description of fifty new Australian plants, chiefly from the colony of Victoria in Transactions and Proceedings of the Victorian Institute for the Advancement of Science, Volume 1, S. 33–34. Das Typusmaterial weist die Beschriftung „In grassy plains from the Avoca to St Vincent’s and Spencer’s Gulf“ auf.
Von Eucalyptus leucoxylon gibt sieben Unterarten:
- Eucalyptus leucoxylon subsp. bellarinensis Rule, Syn.: Eucalyptus leucoxylon subsp. pruinosa (F.Muell. ex Miq.) Boland
- Eucalyptus leucoxylon subsp. connata Rule
- Eucalyptus leucoxylon F.Muell. subsp. leucoxylon, Syn.: Eucalyptus leucoxylon var. erythrostema Miq., Eucalyptus leucoxylon var. rostellata Miq., Eucalyptus leucoxylon var. rugulosa Miq., Eucalyptus leucoxylon var. angulata Benth., Eucalyptus gracilipes Naudin, Eucalyptus leucoxylon var. rubra Guilf.
- Eucalyptus leucoxylon subsp. megolocarpa Boland, Syn.: Eucalyptus leucoxylon var. macrocarpa J.E.Br.
- Eucalyptus leucoxylon subsp. petiolaris Boland, Eucalyptus petiolaris Rule
- Eucalyptus leucoxylon subsp. pruinosa (Miq.) Boland, Syn.: Eucalyptus leucoxylon var. pruinosa F.Muell. ex Miq., Eucalyptus leucoxylon var. pauperita J.E.Br.
- Eucalyptus leucoxylon subsp. stephaniae Rule

## Nutzung

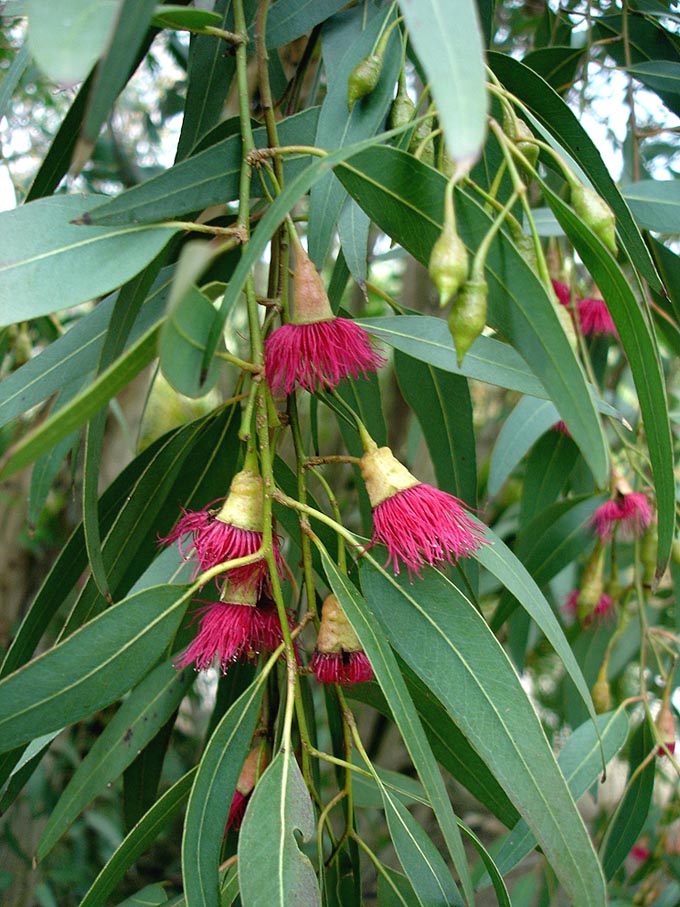
Eucalyptus. leucoxylon 'Rosea'

### Zierpflanze
Der Weiße Gummieukalyptus wird in Parks und Gärten als Zierpflanze verwendet. Von Eucalyptus leucoxylon gibt es einige Sorten. Die Sorte 'Rosea' ist besonders weitverbreitet und zeigt im Winter viele rote Blüten.

### Eukalyptusöl
Aus den Laubblättern des Weißen Gummi-Eukalyptus wird cineolbasiertems Eukalyptusöl gewonnen.